# 拉爾斯·米坦克失蹤案
拉爾斯·約阿希姆·米坦克（德語：Lars Joachim Mittank，1986年2月9日—）是一名2014年7月8日失蹤的德國男子，失蹤地點位於保加利亞瓦爾納瓦爾納機場，米坦克與朋友前往保加利亞金沙度假，據說在此期間捲入一場打鬥，在保加利亞期間，米坦克被監視器拍到行為異常，他打電話給母親表示有人想殺他，就在他打算搭飛機返國當天，米坦克在機場諮詢醫師，接著被監視器拍到狂奔出機場往附近樹叢方向跑並且從此人間蒸發。截至2018年5月，他跑出機場的影片在YouTube上的觀看次數達1600萬次。

## 失蹤者背景
1986年2月9日米坦克出生於德國柏林，生長於什勒斯維希-霍爾斯坦伊策霍，成年後仍與父母聯絡不斷，在父親中風後，常回家中幫忙。他在發電廠工作，有一群朋友還有一名女友，也是一名支持本地球隊文達不來梅的足球迷。生活並沒有什麼不尋常的地方。

## 失蹤過程

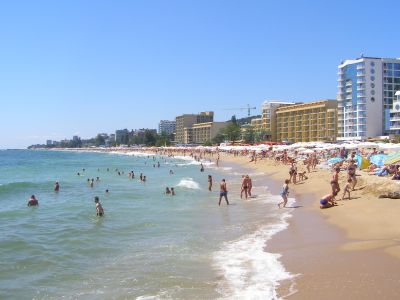
一行人前往保加利亞金沙 (保加利亞)度假

2014年6月30日，28歲的米坦克與五名朋友一同前往保加利亞第三大城瓦爾納度假，預計從6月30日玩到7月7日，這是他第一次出國，一行人前往距離瓦爾納不遠的海水浴場金沙，在2016年德國電視節目上，同行友人保羅·羅曼（Paul Rohmann）回憶道：“那一周真的過的很快”又說“我們在沙灘上休息，在池中游泳，踢足球，去夜總會，他（米坦克）很放鬆，心情也很好”，另一名同行友人蒂姆·舒爾特（Tim Schuldt）表示米坦克吃的不多每次只喝一小碗湯或吃一小盤沙拉。他的朋友直到旅遊最後都沒有感到異狀。
2014年7月6日，米坦克遇到一夥德國球迷，米坦克支持文達不來梅另一方則支持拜仁慕尼黑，雙方因此發生口角接著米坦克獨自離開朋友，失蹤一整個晚上，直到隔天早上才返回飯店，表示昨晚的德國球迷雇用四個人毆打他，導致左邊耳膜破裂，7月7日就診後，醫生建議他不要搭飛機，並開處方抗生素頭孢丙烯給他，友人想留下陪他等情況有所好轉，但米坦克認爲一個人也可以安全度過，就讓前者先搭乘原定班機返回。
米坦克與同行友人同時退房，接著米坦克入住當地的彩色飯店（Hotel Color）一晚，這間旅館價格便宜又鄰近機場，然而，這時他開始變得偏執，他從客房打電話給母親桑德拉·米坦克（Sandra Mittank），輕聲說有人想殺或搶劫自己，並要求母親停用自己的信用卡，旅館中的監視器拍到他在大廳來回走動、望著窗外和躲在電梯。凌晨1點，他離開了旅館，大約一個小時後才回來，不清楚他在此期間做了什麼。早上，他再次打電話給母親，告訴她追捕他的人越來越近了。
2014年7月8日早晨，米坦克穿著短褲和黃色短袖上衣出現在瓦爾納機場，他希望這天飛回德國，也給母親發訊息說他已經到了機場，行前去醫務室諮詢了機場醫生科斯塔·科斯托夫（Kosta Kostov）。據事後科斯托夫描述，當日米坦克顯得“神經質、古怪”，他當時告訴米坦克他沒事，可以回家了。然而，米坦克並沒有離開他的辦公室，並對開給他的藥表示懷疑。上午10點左右，一名建築工人走進了辦公室。當時機場正在裝修。科斯托夫描述，米坦克隨後開始顫抖。他喊道“我不想死在這裡。我必須離開這裡。”然後起身逃離了醫務室。留下所有行李，包括錢包、手機和護照。他在逃離航站樓時被機場監視器拍下，跑到航廈外，可以在畫面中看到他慢跑離開機場，翻越八英尺高的柵欄，跑進草叢，離開監視器視野範圍，朝A2國道附近一片森林方向衝去，上午10點11分是最後得到證實的行蹤。

## 後續
對於米坦克行為的原因，專家和家人之間沒有明確的共識，母親與德國和保加利亞的醫生懷疑其源於服用藥物頭孢丙烯的罕見副作用，這是一種頭孢菌素，已知會誘發精神性副作用，包括幻覺和偏執。但是根據機場醫生科斯托夫的說法，米坦克沒有服用他的藥物，“他沒有服用那些抗生素，他甚至沒有用他的處方買藥。”，“所以他的行為不可能是那個的結果，我想不出他為什麼如此恐慌地離開我的辦公室的任何一個原因，我還是很困惑”，他的母親說他沒有精神病史。然而，有一種可能是由於未確診的精神疾病引起的精神崩潰。
米坦克跑離機場後去向不得而知。由於警方經過大規模搜索仍然沒有線索，因此母親聘請了一名私家偵探安德烈亞斯·古蒂格（Andreas Gütig），古蒂格核對了缺少身份證明的病人的就診記錄，但一無所獲。米坦克有打獵、釣魚和誘捕的經驗，但由於夏季酷熱和缺乏食物，讓人懷疑他能否在野外長期生存。他的母親相信他還活著，可能已經失去了記憶。在他失蹤大約一年後，一名卡車司聲稱看到他在瓦爾納搭便車。在其他幾個國家也有多次目擊到他的報告，但都沒有得到證實。2019年一名德國卡車司機曾讓一名男子搭便車，從德累斯頓前往勃兰登堡州上哈弗爾縣的希爾多。當司機知曉此失蹤案後，回憶該名男子長得很像“年長版米坦克”。司機說，他留著長髮和鬍子，眼神看起來很疲憊，顴骨也很突出。
米坦克被描述為“YouTube上最著名的失蹤者”。到2018年5月，即他失踪後不到四年，他在機場狂奔的影片已獲超過1600萬次觀看。離奇的失蹤導致了頻繁的討論和無數的猜測，此案至今仍未破案。
米坦克180（5英尺11英寸）高，深金色頭髮，左前臂上有一道傷疤。

## 類似事件
- 布萊恩·謝佛失蹤案：美國失蹤案，謝佛同樣被監視器拍到最後身影，隨後人間蒸發。